# 東海 (大田區)
東海（日语：／ Tōkai */?）是東京都大田區的町。已實施住居表示。現行行政地名為東海一丁目至六丁目。僅有東海三丁目有住戶，人口5人（2013年8月1日）。郵遞區號143-0001。

## 地理
位於大田區東部。大井埠頭其1南側（北側是品川區八潮）。北部接品川區八潮。東南部與東部鄰大田區城南島。南部鄰大田區京濱島。西部鄰大田區平和島。土地來自於1939年動工的東京灣填海工程。西側與平和島之間為京濱運河。町內為工業用地、公園、公共設施（大田市場），並設置大井埠頭相關底盤車堆場與空箱堆場，與企業倉庫物流中心。

### 町丁
- 東海一丁目…地域西北部。都立大井埠頭中央海濱公園的大田區側區域與大田體育埸、東京都立東海綠道公園、臨海齋場、AMB大田配送中心等。
- 東海二丁目…地域西南部。東京都中央批發市場大田市場花卉棟、物流中心等、一丁目延伸的東京都立東海綠道公園。二丁目最南部為東京都立東海埠頭公園。
- 東海三丁目…地域中南部。主要為東京都中央批發市場大田市場，附近為市場相關企業大樓。三丁目北部與東部一帶是東京都立東京港野鳥公園。最南部為東京都立東海綠道公園。
- 東海四丁目…地域中北部。各企業倉庫、物流中心底盤車堆場，空箱堆場等。
- 東海五丁目…地域東部。面東京灣。大井水產物埠頭、倉庫、東京水產總站大井埠頭冷藏倉庫等。
- 東海六丁目…地域東南部。面東京灣。大井食品埠頭、大井青果埠頭、港灣相關設施、企業、空箱堆場。日東製粉東京工場也在此地。

## 歷史
- 1980年1月1日 - 一丁目、四丁目、五丁目實施住居表示[2]。
- 1988年11月1日 - 實施住居表示，成立二丁目、三丁目、六丁目[3]。

### 地名由來
候選區名之一。

### 町名變遷
| 實施後     | 實施年月日    | 實施前 |
| ---------- | ------------- | --- |
| 東海一丁目 | 1980年1月1日  | 東海一丁目 |
| 東海二丁目 | 1988年11月1日 | 大井埠頭其一埋立地大田區側一部分、大井埠頭其一埋立地C區其二ハ區第一工區B區                                                                                     |
| 東海三丁目 | 1988年11月1日 | 大井埠頭其一埋立地大田區側一部分、大井埠頭其一埋立地C區其二ハ區第一工區A區、大井埠頭其一埋立地C區其二ハ區第一工區A區、大井埠頭其一埋立地C區其二ハ區第二工區B區 |
| 東海四丁目 | 1980年1月1日  | 東海四丁目 |
| 東海五丁目 | 1980年1月1日  | 東海五丁目 |
| 東海六丁目 | 1988年11月1日 | 大井埠頭其一埋立地大田區側一部分、大井埠頭其一埋立地B區其二ロ區第一工區、大井埠頭其一埋立地C區其二ハ區第一工區C區                                              |

## 交通
大和大橋可通往東邊的大田區平和島。京濱大橋可通往南邊的京濱島。城南野鳥橋與城南大橋可通往東南邊的城南島。環七通通過此地。此外西部有灣岸道路（國道357號）與首都高速灣岸線通過。東海交流道也在本地。因為此地流通相關設施集中，大型車往來頻繁，道路也設計成適合大型車往返的形式。
本地沒有鐵路車站。步行最近的車站是東京單軌電車羽田線流通中心站（其實最近的車站是位在品川區八潮的東京貨物總站，但本站沒有旅客列車停靠）。另可搭乘大森站的京濱急行巴士、品川站的都營巴士。

## 設施
- 大井埠頭中央海濱公園
- 東京港野鳥公園

### 東海埠頭公園
東海埠頭公園是位於二丁目大井埠頭西南端的公園，公園西部高速道路高架下的廣場可烤肉。（烤肉免費、不需預約）園内有人工岩岸，可釣魚。（釣魚免費）
- 開園年月日：1994年11月1日
- 面積：22356.68 m2
- 交通方式：大森站搭乘巴士（京急巴士 森24、森32系統）至「京濱大橋」巴士站下車。

### 東海綠道公園
東海綠道公園是大井埠頭中央海濱公園、東京港野鳥公園、品川區八潮的港丘埠頭公園之間的綠道公園。綠地可分為不連續的三部分（大井埠頭中央海濱公園到東京港野鳥公園：大井埠頭南端：東海四丁目、五丁目、六丁目內的綠道部分）。歩道種植花草樹木。南部大井埠頭南端面相運河的區域可釣魚。
- 開園年月日：1975年12月1日
- 面積：43890.31 m2
- 交通方式：因遍布東海各地，有多種交通方式，如品川站與大森站搭乘巴士（都營巴士品98系統（品川站）與京急巴士 森24、森32、森43等系統（大森站））、東京單軌電車羽田線流通中心站等。

## 備註
1. ↑  .   [2013-08-28]. （原始内容存档于2014-02-18）.
2. ↑  1980年（昭和55年）2月18日自治省告示第24号「住居表示を実施した件」
3. ↑  1991年（平成3年）3月18日自治省告示第46号「住居表示を実施した件」